# Focke-Wulf Fw 186
Le Focke-Wulf Fw 186 était un autogire expérimental conçu par Henrich Focke en 1935. Il fut fabriqué en deux exemplaires dans les années 1937-1938 par la société Focke-Wulf Flugzeugbau AG que Focke avait fondée avec Georg Wulf en 1923. Le projet ne déboucha pas sur une production en série.